# Cantone di Béziers-2
Il Cantone di Béziers-2 è una divisione amministrativa dell'arrondissement di Béziers.
A seguito della riforma approvata con decreto del 26 febbraio 2014, che ha avuto attuazione dopo le elezioni dipartimentali del 2015, è stato ridefinito.

## Composizione
Prima della riforma del 2014 comprendeva la parte orientale della città di Béziers e i comuni di:
- Bassan
- Boujan-sur-Libron
- Cers
- Lieuran-lès-Béziers
- Portiragnes
- Villeneuve-lès-Béziers

Dal 2015 comprende parte della città di Béziers e i 2 comuni di:
- Corneilhan
- Lignan-sur-Orb